# Kościół zamkowy (Królewiec)

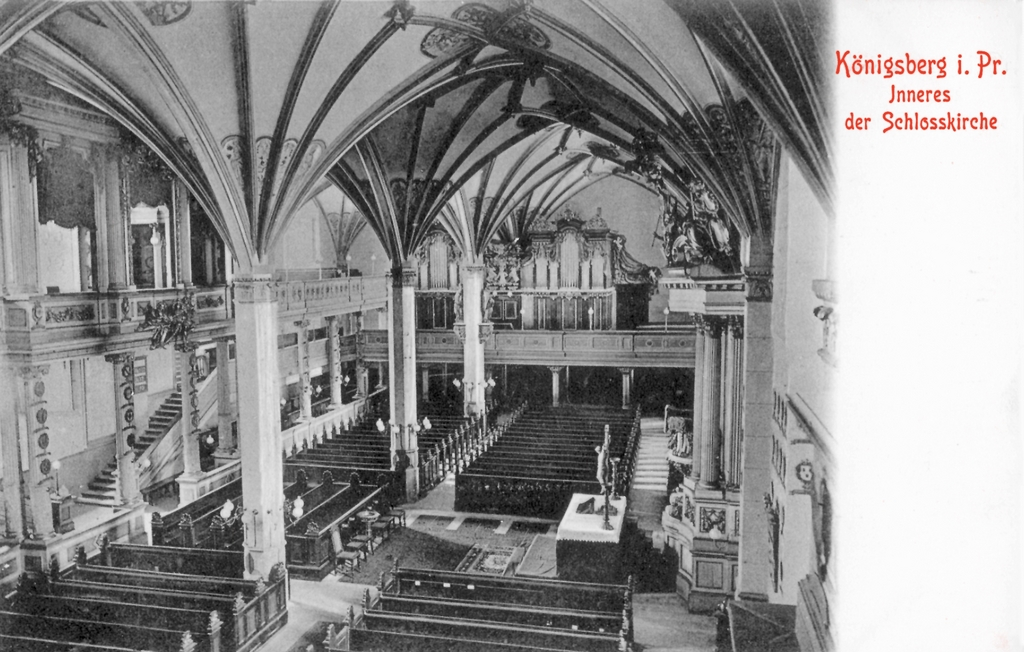
Wnętrze kościoła (około 1908)

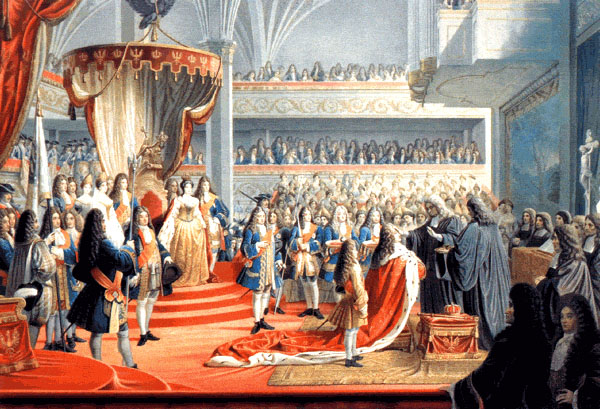
Koronacja Fryderyka I Pruskiego w kościele zamkowym w Królewcu

Kościół zamkowy w Królewcu (niem. Schloßkirche) – zbudowany w XVI wieku przez Jerzego Fryderyka Hohenzollerna.
Zaprojektowany w 1579 roku w stylu renesansowym przez architekta Blasiusa Berwarta (1530–1589) Kościół zamkowy stał się oficjalnie kościołem parafialnym Trójcy Świętej. Cztery figury wyszły spod dłuta rzeźbiarza Aleksandra Krausa w 1606 roku. Twórcą wystroju wnętrza był Hans Windrauch, sufit ozdobiono sztukaterią. Większość tych rzeźb wyszła spod dłuta rzeźbiarza Hansa Windraucha w 1589 roku. Schultheiß von Unfried był twórcą m.in. ołtarza, ambon oraz baptysteriów w kościele zamkowym. W 1701 roku w kościele zamkowym odbyła się koronacja króla Fryderyka I, a w 1861 roku króla Wilhelma I, który objął opieką kościół zamkowy, rozpoczynając w nim niezbędne prace remontowe. W wyniku działań wojennych w 1945 roku kościół zamkowy doznał poważnych uszkodzeń. Jego ruiny zostały rozebrane w 1968 r.